# Diser

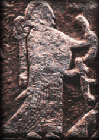
Den döende vikingahjälten Ragnar Lodbrok utbrast i Krákumál: "diserna bjuder mig hem (till Valhall)". Detta är en avbildning av en kvinna som välkomnar Oden tillbaka till Valhall på Tjängvidestenen på Gotland.

Diser (en dis (även disa) i obestämd singularform, disen (även disan) i bestämd singularform) var i nordisk mytologi en grupp kvinnliga gudaväsen.
Namnet "dis" är svårtolkat, men betecknar i de flesta fall en eller flera gudomliga kvinnor. Jordiska kvinnor kunde bära namn sammansatta med -dis, som Odensdisa, Freydis och Hjördis. Diserna kunde vara både välvilliga och ondskefulla. I en isländsk kortsaga (tåt) dödar nio svarta diser en ung man, medan de nio vita diser som skyndat till hans undsättning inte hinner fram i tid. Berättelsen har tolkats som kampen mellan den forna religionen och kristendomen.
Diserna hade ett eget offer som kallades disablot. I de isländska sagorna omtalas att dessa ägde rum på hösten, som det berättas i  Egil Skallagrimsons saga, Viga-Glums saga och Gisle Sursons saga. Detta blot sammanföll sannolikt med ett höstligt offer och ölgille till Frej. Öldrickandet levde kvar efter kristnandet, men då skulle första skålen riktas till Kristus och jungfru Maria, för att de skulle ge ett gott (nästa) år.
I Svealand firades Disablotet om våren i samband med Distingsmarknaden. Den  mest kända hölls i Uppsala under vårvintern. En av de första (sago)kungarna red runt Disarsalen i samband med blotet. Här snubblade hans häst, kungen föll av och krossade huvudet mot en sten. Berättelsens historiska värde är omdiskuterat. Disarsalen omnämns i andra berättelser och namnet "Disens sal" antyder att det även fanns en gudomlig ledare i disernas kollektiv. Gudinnan Freja – som också kallas Vanadis – skulle kunna vara denna gudom. Att Freja skulle vara en dis stöds också av att hon var den som mottog kvinnorna efter döden.
Distinget fortsatte att firas i Uppsala, efter religionsskiftet. 
Andra platser, som kan kopplas till diser, finner man genom ortnamnen, exempelvis gården Disarås i Edsvära socken i Vara kommun, offerkällan Disakällan på gränsen mellan Göteve socken och Sörby socken i Falköpings kommun och gånggriften Disarör, även den i Göteve, är några exempel från Västergötland.
I Östergötland finns gården Disevid i Heda socken. Namnets äldsta stavning är Disewij, det vill säga en offerplats helgad åt diserna. En bit norr om gården finns en gravhög vid namn Disevids kulle, som ligger vid landsvägen 1,2 km öster om Heda kyrka. Intill gården finns även Disevid lundar, en lund som av tradition alltid ska ha fyra träd.
Diserna är nära besläktade med andra kvinnliga gudakollektiv som nornor och valkyrior.